# Saint-Pierre-de-Varengeville
Saint-Pierre-de-Varengeville è un comune francese di 2 283 abitanti situato nel dipartimento della Senna Marittima nella regione della Normandia.

## Società

### Evoluzione demografica
Abitanti censiti